# Rienda (Guadalajara)
Rienda es una pedanía española perteneciente al municipio guadalajareño de Paredes de Sigüenza, en la comunidad autónoma de Castilla-La Mancha. Se encuentra ubicada en el norte de la provincia de Guadalajara , en el límite con la de Soria.

## Geografía

### Situación
La localidad está situada a pies de los altos de Barahona, en el norte de la provincia de Guadalajara y en la frontera con la de Soria, a unos 99 km de su capital. El acceso a Rienda se realiza a través de la carretera GU-170 entre Valdelcubo y Paredes de Sigüenza.

### Clima
El clima de Rienda es de tipo continental, típico de la meseta central. Los veranos son largos, secos y calurosos por el día pero fríos por la noche. Los inviernos, igualmente largos y rigurosos, dan paso a primaveras y otoños cortos y templados. De acuerdo a los datos y criterios de la clasificación climática el clima de la zona es mediterráneo de tipo Csa.

### Flora y fauna
Pueden encontrarse aves rapaces como buitres leonados, quebrantahuesos, halcones y buitres negros. En cuanto a los mamíferos, abundan corzos, zorros, jabalíes, tasugos, conejos, liebres, ovejas, cabras y caballos. También abundan las aves comunes, como perdices, codornices o golondrinas, entre otras.
En lo que respecta a la flora, fuera del pueblo pueden encontrarse diversos árboles, entre los que destacan el chopo, la encina y el sauce llorón. En el interior del pueblo y a las afueras cercanas del mismo crecen zarzales de moras, endrinos, trigo, cebada, hongos, espliego, romero, tomillo, manzanilla, esparragueras y té. 

## Historia
A mediados del siglo XIX, el lugar, perteneciente ya por entonces al municipio de Rienda, contaba con una población censada de 64 habitantes. La localidad aparece descrita en el decimotercer volumen del Diccionario geográfico-estadístico-histórico de España y sus posesiones de Ultramar de Pascual Madoz de la siguiente manera:

RIENDA: l. del ayunt. de Paredes, en la prov. de Guadalajara (12 leg.), part. jud. de Atienza (3), aud. terr. de Madrid (22), c. g. de Castilla la Nueva, dióc. de Sigüenza (4). sit. en llano con buena ventilacion, y clima sano. Tiene 18 casas, y una igl. parr., servida por un cura y un sacristan. térm.: confina con los de la Riba de Santiuste, Paredes y Valdelcubo. El terreno participa de quebrado y llano, con algunas cañadas y valles, en lo general es de inferior calidad. caminos: los que dirigen á los pueblos limítrofes, de herradura y en mal estado. correo: se recibe y despacha en Sigüenza. prod.: trigo puro, comun, centeno, cebada, guijas y pastos, con los que se mantiene ganado lanar, vacuno, mular y asnal; hay caza de liebres, conejos y perdices. ind.: la agrícola. pobl.: 18 vec., 64 almas. cap. prod.: 752,000 rs. imp.: 30,100. contr.: 2,545.
(Madoz, 1849, p. 472)

## Economía
Rienda es una pequeña población con recursos agrícolas y ganaderos. Los principales sectores son el cultivo de cereales (trigo y cebada) y el pastoreo ovino y caprino.   

## Fiestas
Las fiestas de Rienda se celebran en Semana Santa, mayo y agosto. 
En la primera semana de mayo se celebra la fiesta patronal del pueblo, llamada "La cruz de mayo". El pueblo sale de procesión desde la iglesia y el sacerdote  bendice los campos poniendo cuatro cruces de cera en la cruz del campo, todo acompañado por los cantos se cantaba que viva que viva la cruz sacro santa 
Las fiestas de verano tienen lugar la tercera semana de agosto y duran tres días. Constan de una cena popular en la plaza principal del pueblo, con el fin de garantizar una velada acogedora y divertida, así como la reunión de todos los habitantes de Rienda y un posterior baile. Al día siguiente, acude una orquesta y da comienzo a la noche de verbena, a la que acuden visitantes de todos los pueblos de la comarca y que durará hasta altas horas de la madrugada. A continuación, la fiesta se traslada a la peña del pueblo, donde la música más moderna seguirá sonando y los más jóvenes la bailarán hasta bien entrado el amanecer. Por el día también se disfrutan actividades para los más pequeños, como el gran tobogán acuático, los castillos hinchables o concursos de disfraces. 
En Semana Santa se celebra el Riendarock; un festival de rock amateur con entrada libre y cuyo fin es promocionar nuevos grupos de rock. El festival consta de las actuaciones en directo de varios grupos procedentes de diferentes partes del país durante toda la noche del Sábado Santo.  

## Lugares dignos de visitar

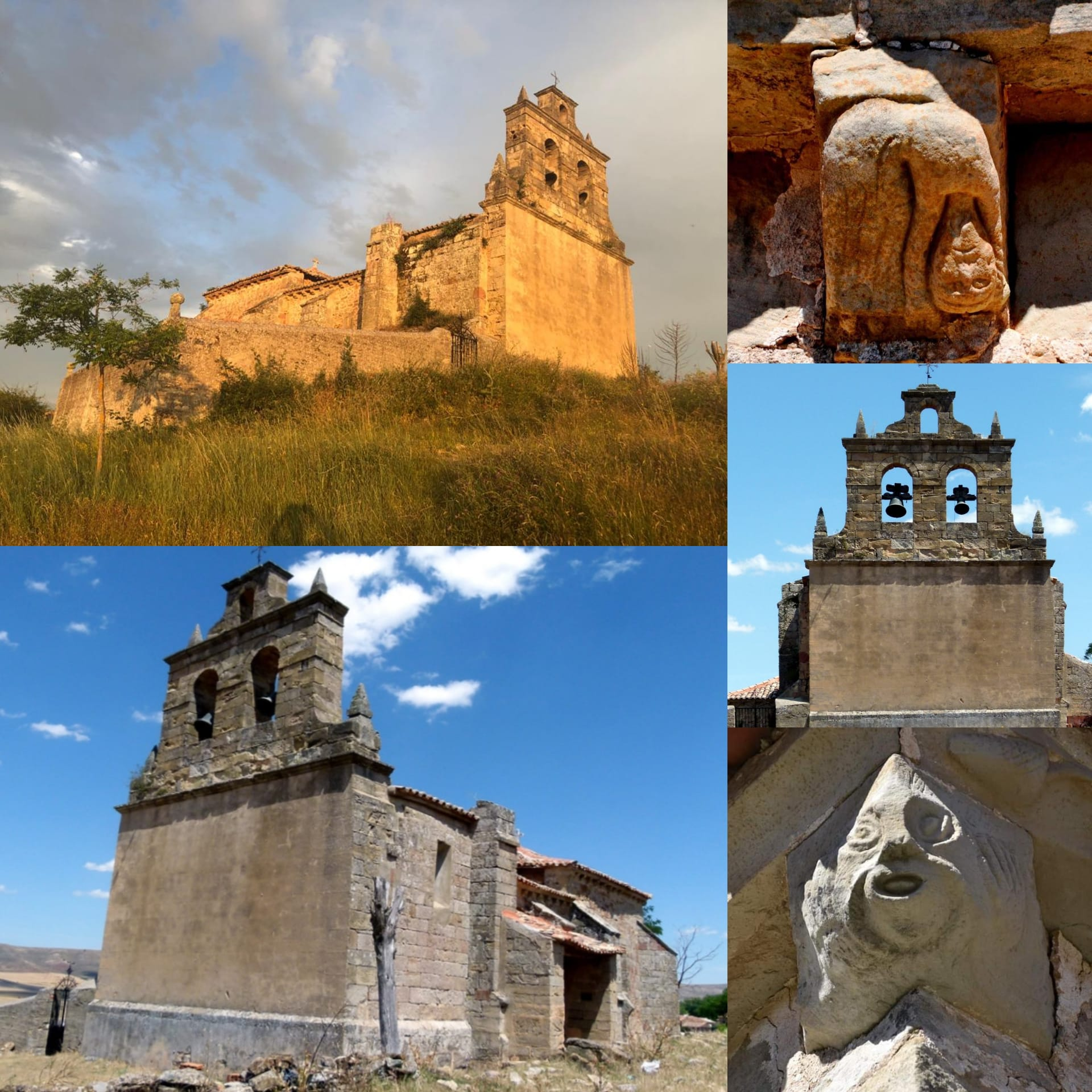
Iglesia de Santa Marta del

- La iglesia de Santa Marta, originaria del siglo XIII. De estilo románico tardío y con ampliación gótica, se trata de una construcción de piedra que conserva una interesante colección de canecillos. También albergó un precioso retablo manierista dedicado a Santa Marta, que actualmente se conserva en el Museo Diocesano de Arte Antiguo de Sigüenza.
- Restos de la ermita de San Marcos, del siglo XVIII en el camino de Tordelrábano, al oeste de la localidad. Hoy en día solo se conservan las paredes de dicha ermita, por lo que se considera que está en ruinas.
- Las antiguas salinas de Rienda, a la entrada de la localidad desde la carretera. Son de gran belleza, tanto por su disposición en albercas cuadradas y el agua que las llena, por la vegetación que las rodea, así como por las norias de sal cilíndricas que las vigilan. Hasta los años 1990 todavía se utilizaban para recolectar sal y comerciar con ella, con ayuda de las caballerías y las norias, pero actualmente están en desuso y son una atracción turística en sí mismas.
- La sima de Paredes de Sigüenza, ubicada al oeste de la localidad, cerca del nacimiento del río Salado. Hogaño se está extendiendo hacia la carretera comarcal.
- Los Arroturos o el yacimiento de icnitas. Este yacimiento paleontológico, único[cita requerida] en la península ibérica y uno de los tres existentes en el mundo, se descubrió en 2016 en el camino de Rienda a Tordelrábano, pasando la ermita de San Marcos, en la lastra. En este descubrimiento arqueológico se pueden observar más de 600 huellas fósiles de arcosaurios y dinasaurios de hace 242-235 millones de años, del Triásico medio. Estas tienen un tamaño medio de 20 centímetros, ocupando una superficie de más de 1700 m². Se prevé, según los expertos, que dentro de 10 años aproximadamente si no se ponen medidas protectoras desaparecerán al completo.
- El chozo, una pequeña construcción de piedra rocosa y tejado de paja y adobe, donde los pastores se resguardaban del frío mientras sacaban a las ovejas a los campos. También servía de refugio en el invierno a los agricultores cuando segaban y labraban en sus eras. Por último, se usó también para esperar al coche de línea que pasaba por el pueblo cada cierto tiempo.